# LCE3B
LCE3B (англ. Late cornified envelope 3B) – білок, який кодується однойменним геном, розташованим у людей на 1-й хромосомі. Довжина поліпептидного ланцюга білка становить 95 амінокислот, а молекулярна маса — 9 812.
| 10         |  | 20         |  | 30         |  | 40         |  | 50         |
| ---------- |  | ---------- |  | ---------- |  | ---------- |  | ---------- |
| MSCQQNQQQC |  | QPLPKCPSPK |  | CPPKSSAQCL |  | PPASSCCAPR |  | PGCCGGPSSE |
| GGCCLSHHRC |  | CRSHRCRRQS |  | SNSCDRGSGQ |  | QDGASDCGYG |  | SGGCC      |

A: Аланін

C: Цистеїн

D: Аспарагінова кислота

E: Глутамінова кислота

G: Гліцин

H: Гістидин

K: Лізин

L: Лейцин

M: Метіонін

N: Аспарагін

P: Пролін

Q: Глутамін

R: Аргінін

S: Серин

Задіяний у такому біологічному процесі, як кератинізація. 